# IFC몰 (서울)
IFC몰(IFC Mall)은 서울특별시 영등포구 국제금융로 10번지(여의도동)에 있는 서울국제금융센터 지하에 위치한 쇼핑 센터이다. 2012년 8월 30일에 오픈하였다. 지하 1층 ~ 지하 3층에 위치하고 있다. IFC몰에 가려면 지하에 가야 한다. 이 쇼핑몰에 쇼핑, 패션, 외식, 영화관, 비즈니스 등이 있다. 주차장이 있는데 지하 4층에 주차장은 직원 전용 주차장이다. 주차장은 지하 5층부터 시작을 한다. 지하 5층 ~ 지하 7층에 있는데 고객주차장은 서울국제금융센터 업무지구와 같이 사용한다. 쇼핑몰 등에 들어가려면 지하 1층 ~ 지하 3층에 들어가야 한다.

## 특징
IFC몰은 지상이 아닌 지하에 위치하고 있다. 구조물은 지상 구조물이 아니라 지하 구조물이다. 지하에 쇼핑하고 있고 외식하고 문화 즐기고 비즈니스 등을 즐긴다.  쇼핑몰에 다양한 상업시설들이 입점했다. 건설 당시 공정률이 높았다. 상영관인 CGV 여의도가 있다. 전 상영관이 SOUNDX관이다. CGV 아트하우스가 있다.

## 내부 시설
오피스 3개 동과 콘래드 서울 호텔과 함께 구성된 복합 상업 프로젝트인 IFC 서울 내에 조성되어 있어, 쇼핑, 외식, 문화, 비즈니스 등의 복합적인 기능을 수행하고 있다.
총 112개의 매장이 입점해있다. 지하 1~2층은 의류 매장 구역에 패션 위주, 지하 3층은 먹거리인 식당가 위주로 구성되어 있고 CGV 영화관이 있다. 영업은 오전 10시부터 오후 10시까지이나 매장별로 다르게 운영될 수 있다.
| 층수 | 구성               |
| ---- | ------------------ |
| L1   | 패션 등            |
| L2   | 패션 / 영풍문고 등 |
| L3   | 식당가 / CGV 등    |

## 사건 및 사고
2017년 12월 31일 지하에서 화재경보가 울렸다. 그 후 타는 냄새와 연기가 나서 안에 있던 사람들이 대피하는 일이 벌어졌다.

## 교통
지하철을 이용할 경우, ● 수도권 전철 5호선, ● 서울 지하철 9호선 여의도역 3번 출구에서 IFC몰로 연결된 무빙워크를 통해 접근 가능하다. 또한 버스를 이용할 경우, 여의도환승센터에서 하차할 수 있다.

## 사진

입구
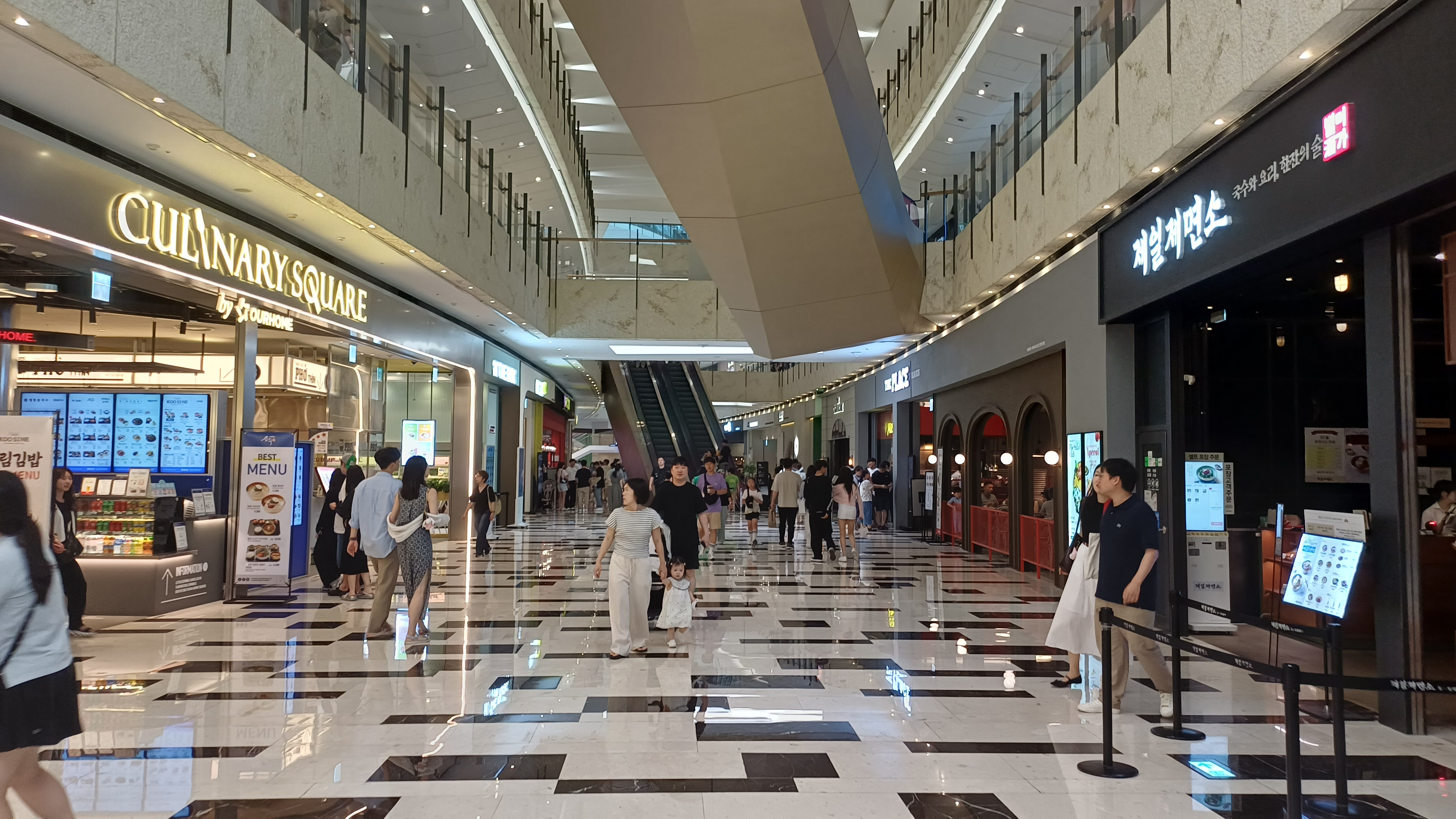
IFC몰 내부
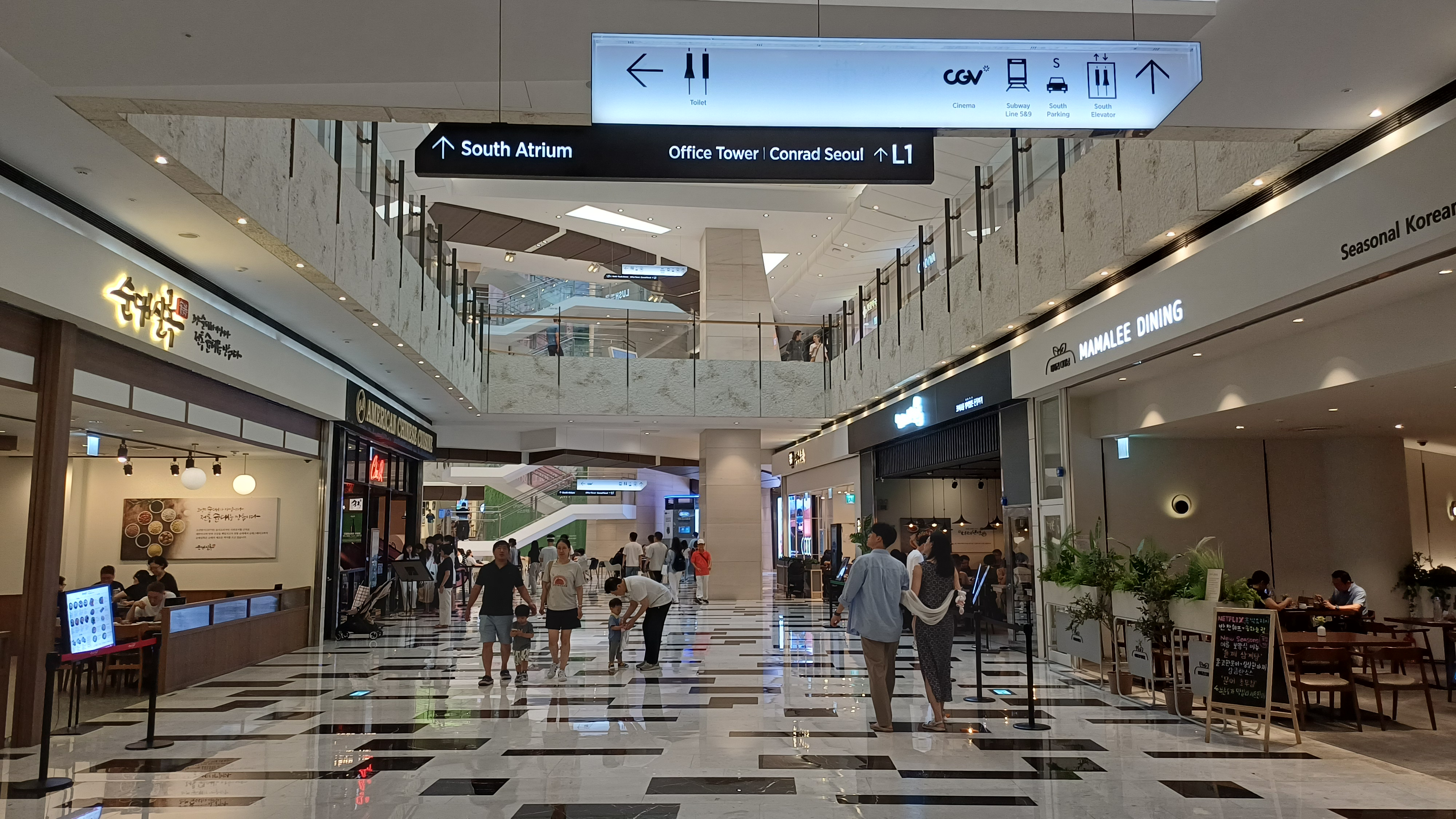
내부 2
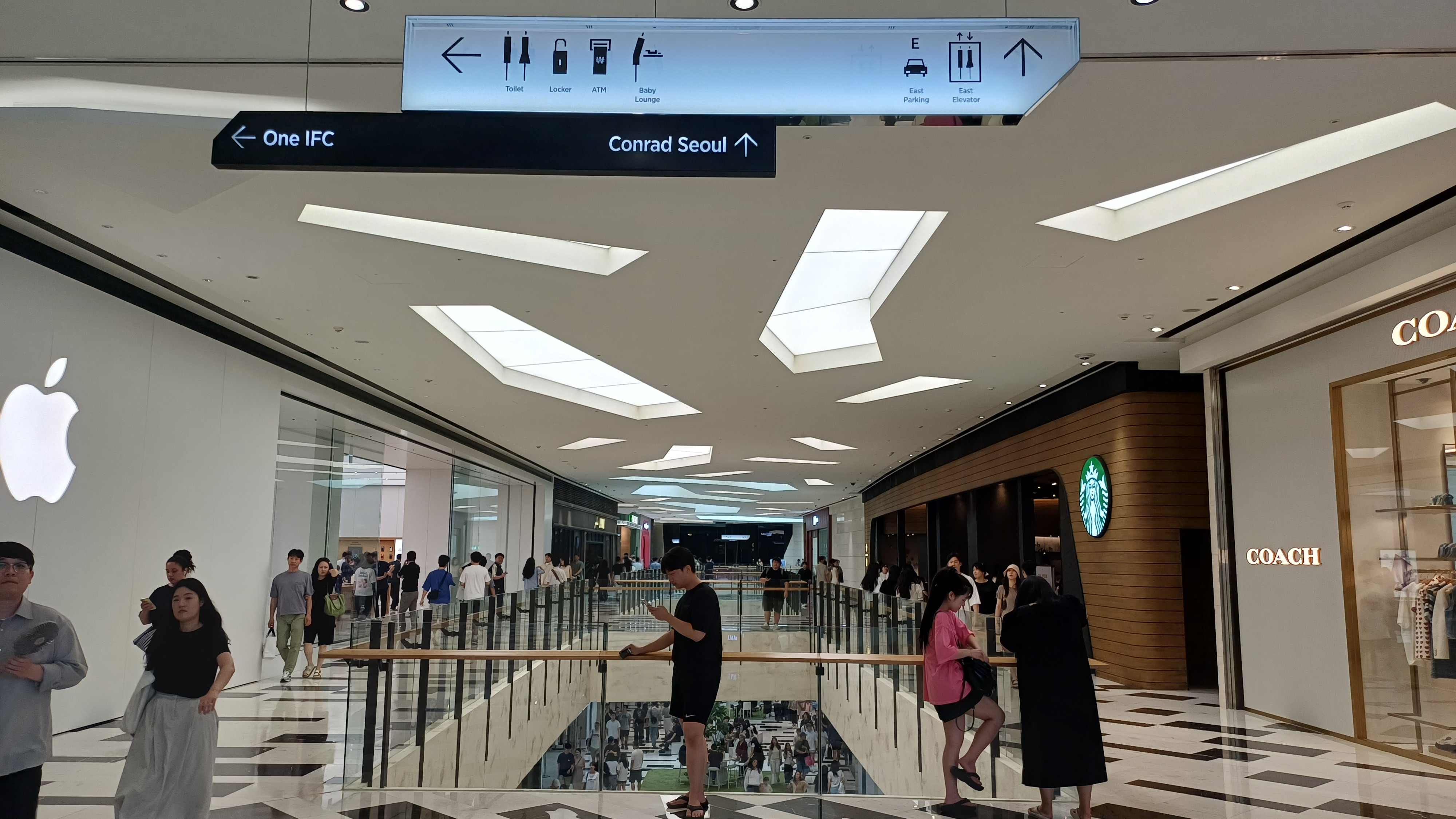
내부 3
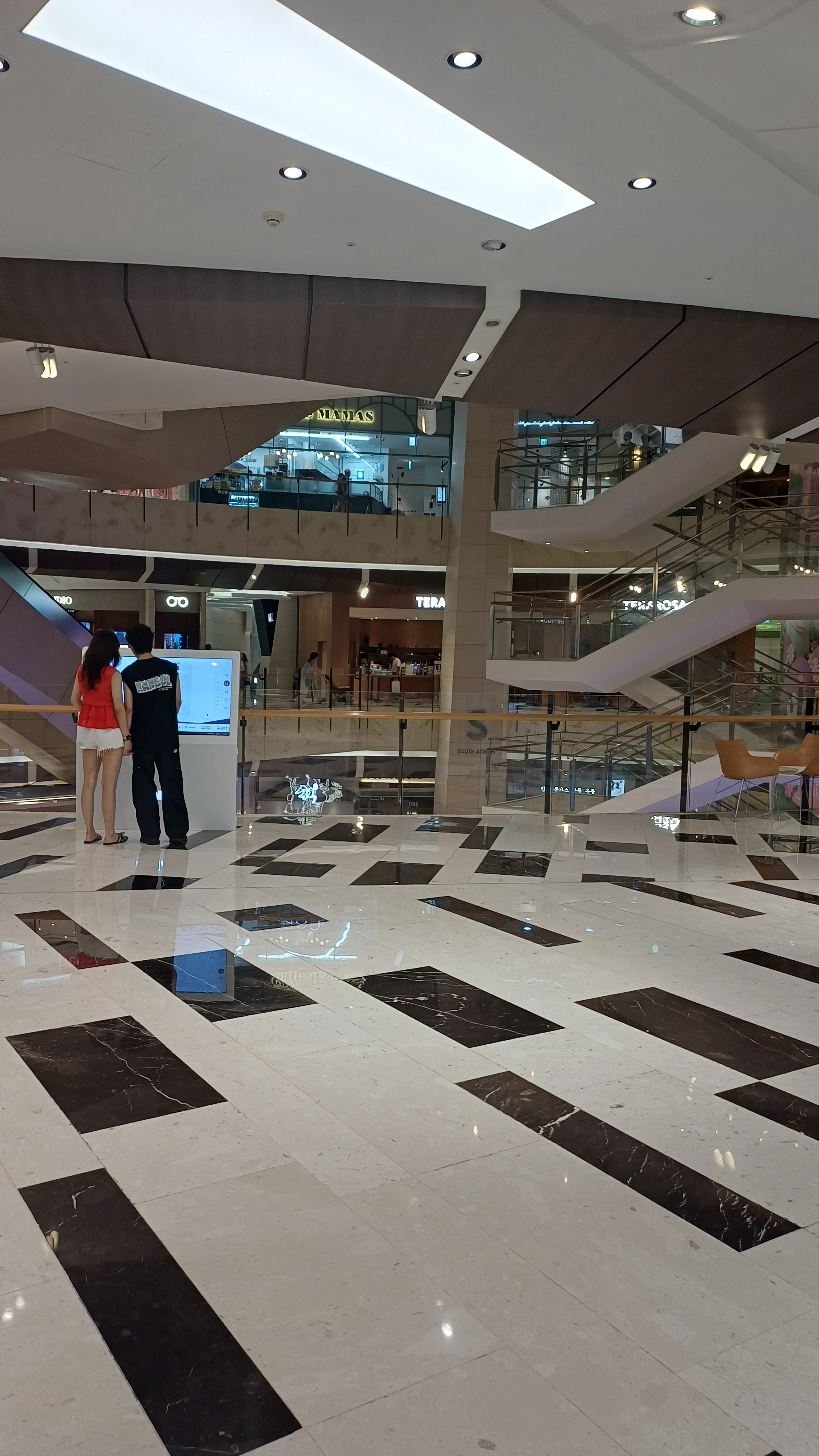
IFC몰 내부 4
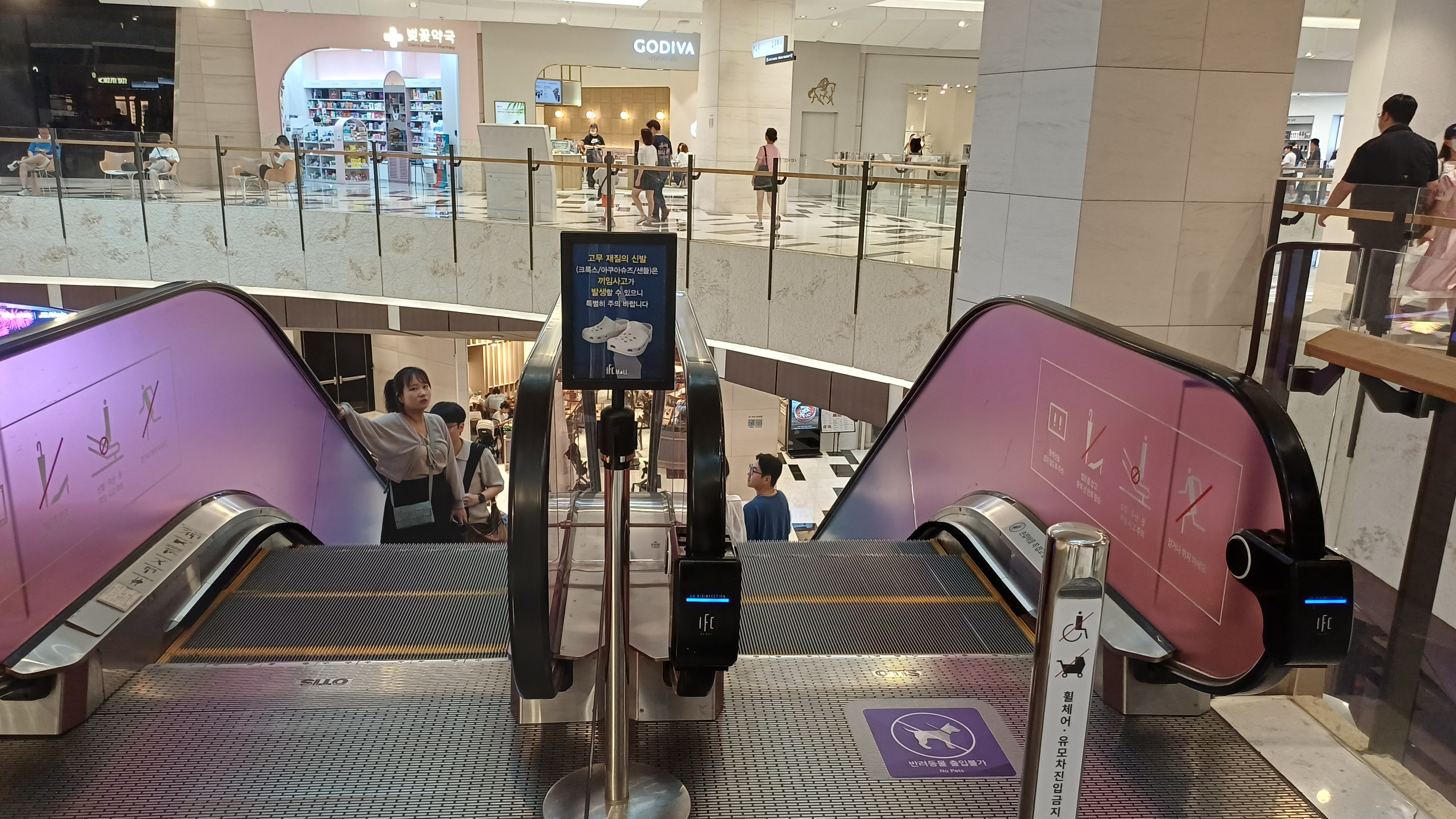
에스컬레이터 안내문
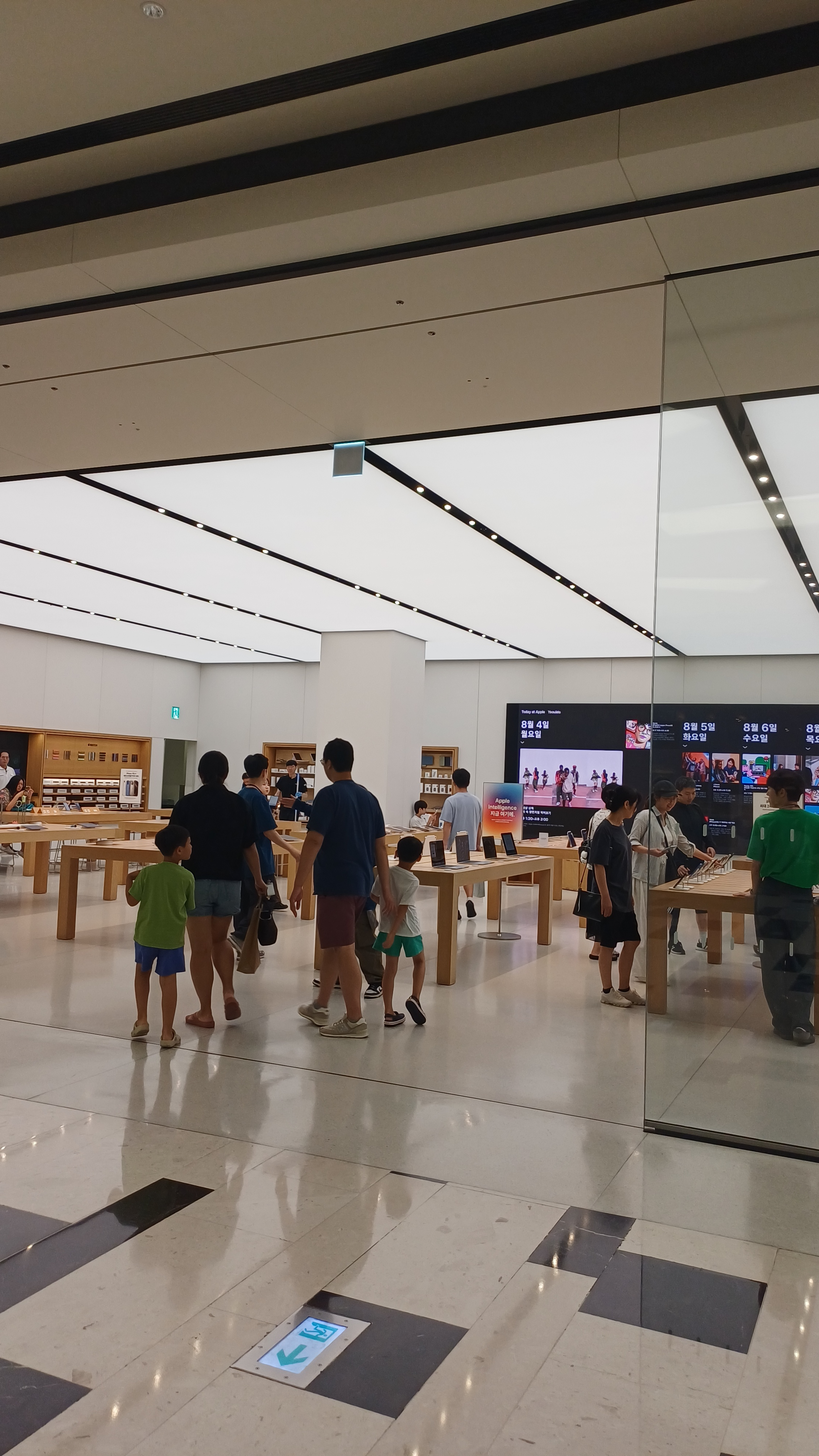
애플스토어 내부 매장
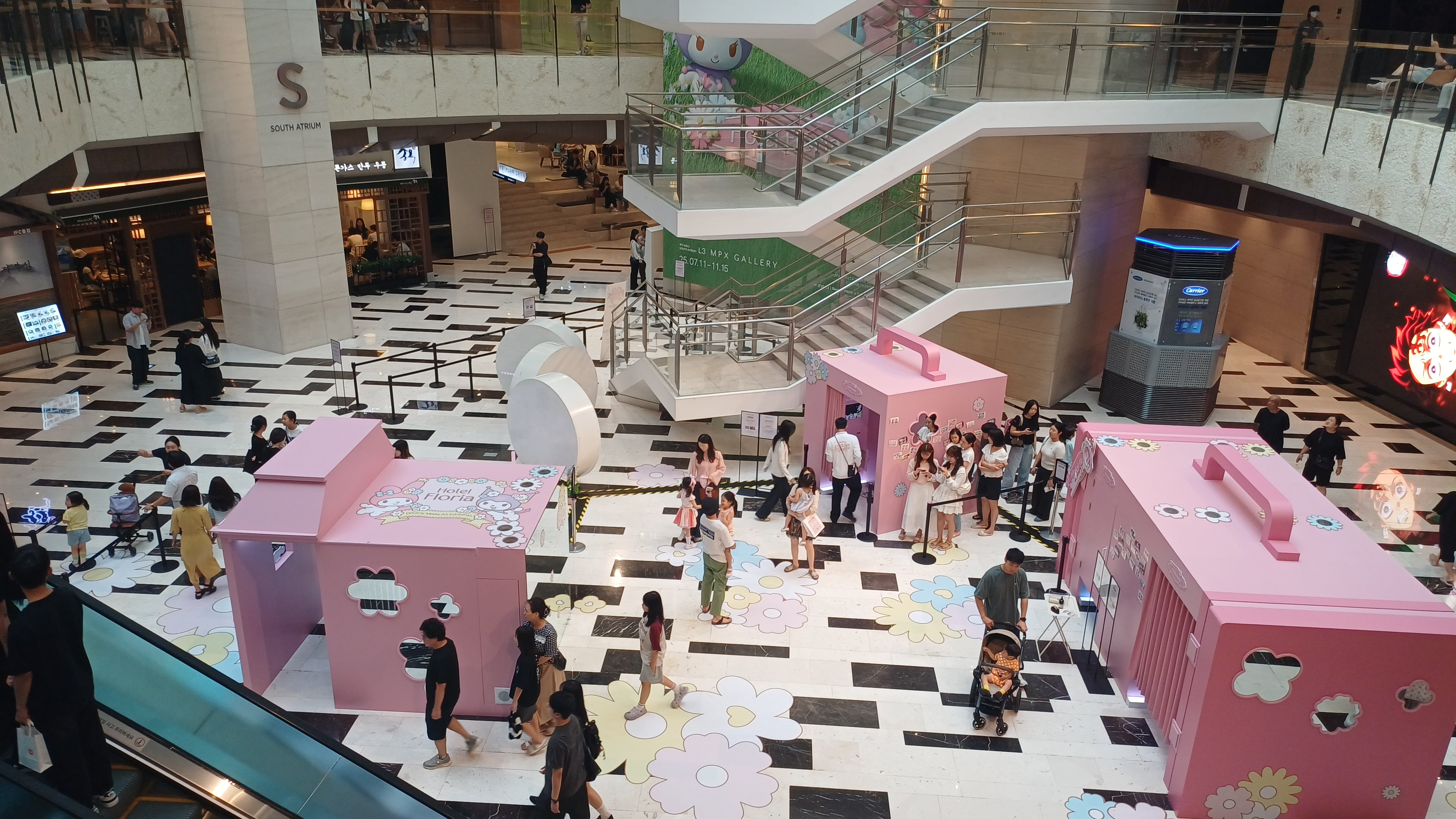
내부 L3층
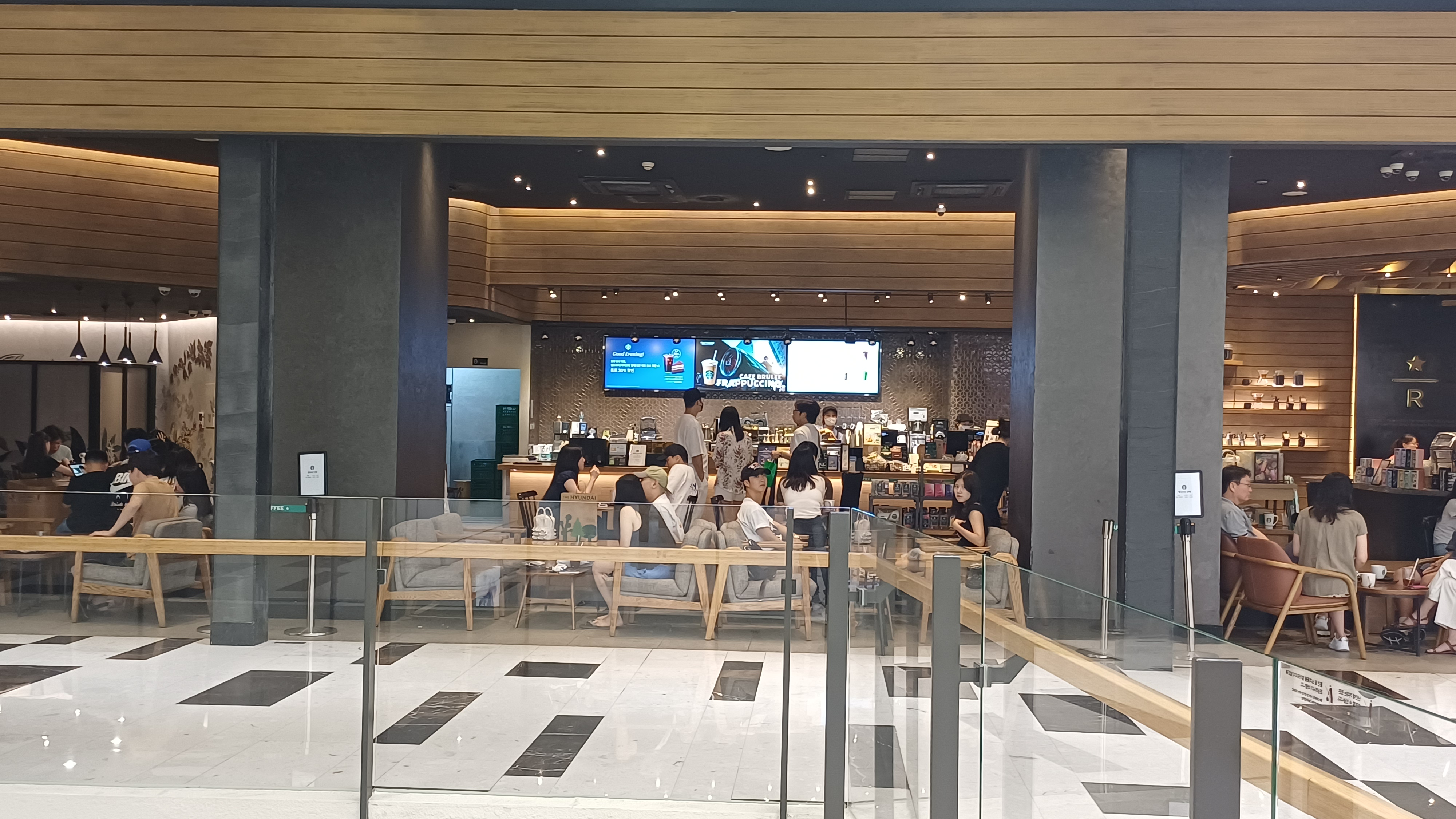
스타벅스 여의도IFC몰(L1)R점

## 같이 보기
- 더현대 서울
- 서울국제금융센터
- 여의도